# 1000年代
1000年代（せんねんだい）は、
1. 西暦（ユリウス暦）1000年から1009年までの10年間を指す十年紀。本項で詳述する。
2. 西暦1000年から1099年までの100年間を指す。11世紀とほぼ同じ意味であるが、開始と終了の年が1年ずれている。
3. 西暦1000年から1999年までの1000年間を指す。2千年紀とほぼ同じ意味であるが、開始と終了の年が1年ずれている。

## できごと

### 1000年
- 1000年頃 - アイスランド人のレイフ・エリクソンが西洋人として初めて北アメリカ大陸に到達、ヴィンランドと名づける。

### 1001年
- この頃、清少納言の『枕草子』が成立。

### 1002年
- この頃、紫式部の『源氏物語』が成立（諸説あり）。

### 1003年
- 寂照が北宋に渡り皇帝真宗から紫衣と円通大師の号を賜与される。

### 1004年
- 澶淵の盟

### 1005年
- ファーティマ朝カリフのハーキムがカイロに「知恵の館（ダール・アル・イルム）」を建設。

### 1006年
- おおかみ座に超新星(SN1006)出現。明るさは太陽と月を除いて史上最高の-9等級と推定される。後世、藤原定家が『明月記』に記録。他各国で記録あり。

### 1007年
- 神聖ローマ皇帝ハインリヒ2世がバンベルク司教座を設置し、大聖堂を建設する。

### 1008年
- 『源氏物語』が読まれていたことが記録の上で確認できる最も早い記録（『紫式部日記』）

### 1009年
- 現在のベトナムに李朝が建国。